# Léon Lyon-Caen
Pour les autres membres de la famille, voir Famille Lyon-Caen.
Pour les articles homonymes, voir Lyon (homonymie) et Caen (homonymie).
Léon Lyon-Caen, né le 9 octobre 1877 à Nancy et mort le 4 mars 1967 à Paris, est un magistrat, premier Président honoraire de la Cour de cassation et président du MRAP de 1953 à 1962.
Il est au sein de cette association l'initiateur des propositions de loi qui aboutiront en 1972 à la loi Pleven réprimant le racisme.

## Biographie
Léon Lyon-Caen, fils de Charles Lyon-Caen (1843-1935), professeur de droit, doyen honoraire de la Faculté de droit de Paris, et ancien secrétaire perpétuel de l'Académie des sciences morales et politiques, est notamment le père de François Lyon-Caen (1905-1944), avocat au Conseil d’État et à la Cour de cassation, mort en déportation à Auschwitz, et Gérard Lyon-Caen (1919-2004), professeur de droit social, ainsi que le grand-père d'Arnaud Lyon-Caen (1930-2011).
Il est inhumé au cimetière de Vaugirard (division 7).